# 合唱猶太會堂 (維爾紐斯)

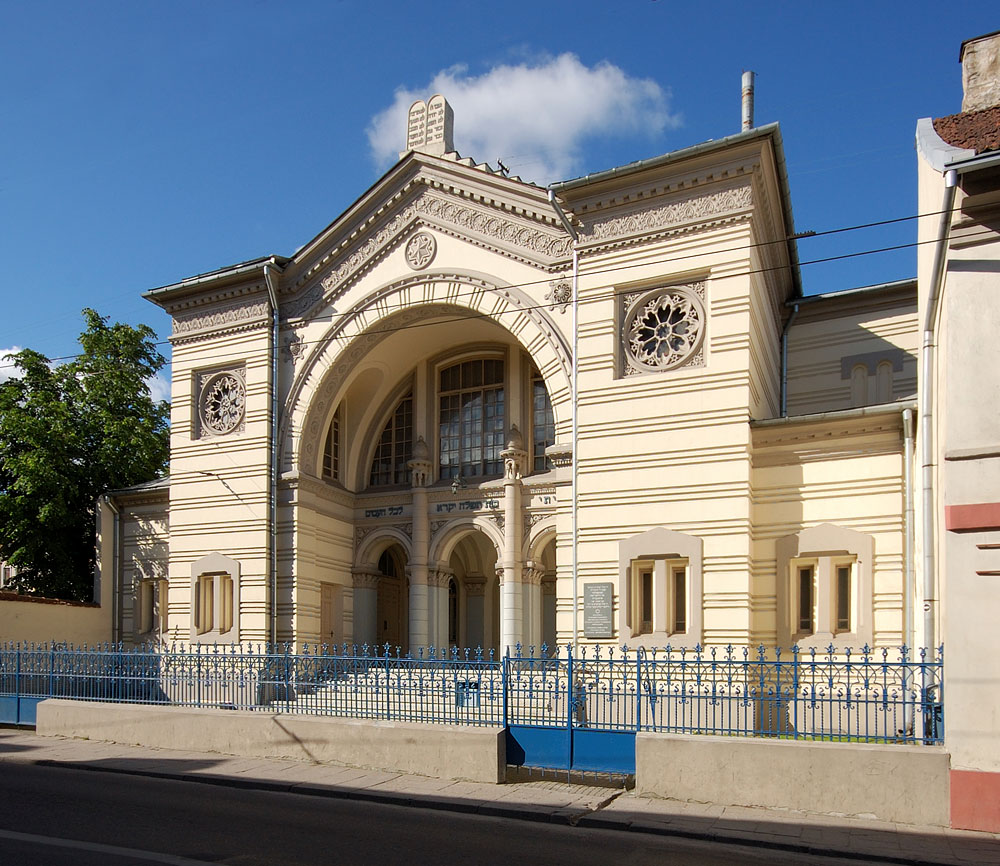
合唱猶太會堂

合唱猶太會堂是立陶宛首都維爾紐斯唯一的一座仍在使用的猶太會堂，其他的猶太會堂均在二戰及戰後的蘇聯統治時期被毀。合唱猶太會堂興建於1903年，是一種羅馬-摩爾式建築。在二戰之前，維爾紐斯曾有超過100座猶太會堂。 

## 外部連結
- Lithuanian Jewish community

54°40′34″N 25°16′53″E / 54.67611°N 25.28139°E